# Мірув (гміна)
Гміна Мірув (пол. Gmina Mirów) — сільська гміна у центральній Польщі. Належить до Шидловецького повіту Мазовецького воєводства.
Станом на 31 грудня 2011 у гміні проживало 3894 особи.

## Територія
Згідно з даними за 2007 рік площа гміни становила 70.02 км², у тому числі:
- орні землі: 63.00%
- ліси: 32.00%

Таким чином, площа гміни становить 14.93% площі повіту.

## Населення
Станом на 31 грудня 2011:
| Опис     | Загалом | Загалом | Чоловіки | Чоловіки | Жінки | Жінки |
| -------- | ------- | ------- | -------- | -------- | ----- | ----- |
| одиниця  | осіб    | %       | осіб     | %        | осіб  | %     |
| все      | 3894    | 100     | 2027     | 52.05    | 1867  | 47.95 |
| міське   | 0       | 100     | 0        |          | 0     |       |
| сільське | 3894    | 100     | 2027     | 52.05    | 1867  | 47.95 |

## Сусідні гміни
Гміна Мірув межує з такими гмінами: Вежбиця, Міжець, Скаржисько-Косьцельне, Шидловець, Ястшомб.